# Chiesa di Sant'Emmerano (Magonza)
La chiesa di Sant'Emmerano (in tedesco Sankt Emmeran) è una chiesa di Magonza, in Germania.
Fu fondata nel 1220 su una chiesa preesistente del VII secolo; fu poi ampliata nei secoli successivi. Fu gravemente danneggiata dai bombardamenti durante la seconda guerra mondiale, e poi ricostruita negli anni sessanta e settanta.